# Стойко Георгиев
Стойко Георгиев Стоянов е българска политик и кандидат-член на ЦК на БКП.

## Биография
Роден е на 16 ноември 1915 г. в добричкото село Ловчанци. Майка му е племенница на Димитър Петков (Свирчо), който е бил опълченец и кмет на София. Има незавършен VII клас. 
Член е на Добруджанската революционна организация. Там е секретар на група. Член е на Окръжния комитет на ДРО. От 1934 г. е член на Комсомола, а на следващата година става член на неговия Окръжен комитет. През 1936 г. е избран за секретар на Комсомола. На следващата година става член на БКП и член на Окръжния комитет на БКП в Добрич. На 17 юни 1936 г. излиза в нелегалност, защото е търсен от румънската полиция (по това време Добруджа е в границите на Румъния). Заминава за Кюстенджа, където става член на Областния комитет на Комсомола. Там е разкрит от полицията и арестуван. От 1938 до 1940 г. лежи в затвора Дофтана. След освобождаването си се връща в родното си село. Тогава е обвинен за разкриването от румънската полиция и партийните му права са отнети. Наказанието му е отнето през 1946 г., считано от 1940 г. От 1942 до 1943 г. е интерниран в трудов лагер в Белене. От юни 1944 г. е в нелегалност и е партизанин в добруджанска чета „Велико Маринов“ до 9 септември 1944 г. От септември 1944 г. е секретар на ОК на РМС и член на Бюрото на ОК на БКП. Завършва тримесечен курс в партийна школа и завежда отдел „Кадри“ в ОК на БКП в Добрич. Народен представител в VI ВНС. В периода 1947 – 1950 г. е секретар на Градския комитет на БКП в Добрич и член на Бюрото на ОК на БКП. От април 1950 г. до юли 1951 г. е секретар на ОК на БКП в Добрич. Между 1951 и 1954 г. учи тригодишна партийна школа. От септември 1954 г. е първи секретар на Околийския комитет на БКП в Добрич. През 1956 г. е избран за секретар на Окръжния комитет на БКП във Варна. От 1959 г. е първи секретар на Окръжни комитет на БКП в Добрич. От 2 юни 1958 до 12 октомври 1963 г. е кандидат-член на ЦК на БКП. 
Умира на 13 октомври 1963 г. в Добрич.